# Deutschfeistritz
Deutschfeistritz è un comune austriaco di 4 208 abitanti nel distretto di Graz-Umgebung, in Stiria. Il 1º gennaio 2015 ha inglobato il precedente comune di Großstübing; ha lo status di comune mercato (Marktgemeinde).